# Orimarga scotti
Orimarga scotti är en tvåvingeart som beskrevs av Edwards 1912. Orimarga scotti ingår i släktet Orimarga och familjen småharkrankar.
Artens utbredningsområde är Seychellerna. Inga underarter finns listade i Catalogue of Life.